# Bâtonnage
Bâtonnage ist eine traditionelle Technik der Weinherstellung, bei der die verbleibende Hefe aufgerührt wird. Der Bezeichnung liegt das französische Wort  bâton für Stab zugrunde.

## Prinzip
Bei der Herstellung von Weißweinen findet üblicherweise eine sogenannte Mostgärung statt. Dabei wird im Unterschied zur Maischegärung der reine Saft vergoren, ohne feste Fruchtbestandteile. Teilweise findet nach der alkoholischen Gärung zusätzlich eine Lagerung  auf dem Hefesatz statt (französisch sur lie). Diese Hefesatzlagerung kann entweder auf der Vollhefe (vor dem ersten Abstich) oder auf der Feinhefe (nach dem ersten Abstich) erfolgen.
Hintergrund dieser Methode der Weinbereitung ist es, dass sich die Wirkung der Hefepilze nicht auf die Umwandlung von Traubenzucker (Glucose) in Alkohol (Ethanol) und Kohlenstoffdioxid beschränkt. Die Hefe entfaltet daneben nach der Gärung auch noch einen starke reduktive Wirkung und schützt den jungen Wein so vor Oxidation. Zudem kommt es zu einer fortwährenden Anreicherung mit Aminosäuren, Fettsäuren und Eiweißen (Mannoproteinen). Diese Stoffe verändern die Textur und das Mundgefühl des Weins. Außerdem wird durch den Verbleib der Hefe der biologische Säureabbau begünstigt und die Zugabe von Schwefel kann verringert werden. Darüber hinaus kommt es bei der Bâtonnage zu einem Abbau des gesundheitsschädlichen Acetaldehyd.
Die Hefe sinkt im Laufe des Lagerungsprozesses auf den Boden des Behälters, wird dort mit der Zeit inaktiv und schließlich durch Autolyse zersetzt. Um die beschriebene Wirkung der Hefe zu erhalten, wird der Jungwein regelmäßig aufgerührt. Dadurch soll dem Weinüberstand die bereits abgelagerte Hefe als Suspension wieder zugeführt werden. Befinden sich schon zu viele bereits abgestorbene Hefezellen im Wein, kann die Bâtonnage allerdings auch zu einem Weinfehler (Schwefelwasserstoffböckser) führen. Das Aufrühren wird üblicherweise mehrmals die Woche wiederholt. Traditionell wurden hierzu lange Stöcke verwendet, daher der Name Bâtonnage.
Die Bâtonnage wird häufig bei Chardonnay und anderen Burgunderrebsorten eingesetzt. Das Ergebnis sind oft sehr cremige und buttrige Weine, die meist deutlich weniger Fruchtaromen aufweisen.